# زیردریایی کلاس آمور
زیردریایی کلاس آمور از تازه‌ترین کلاس‌های زیردریاییهای نظامی ساخت روسیه است که به عنوان مدل صادراتی زیردریایی کلاس لادا به بازار عرضه شده و هنوز هیچ سفارشی برای تولید آن نشده‌است. این زیردریایی مدل پیشرفته‌تر زیردریایی کلاس کیلو محسوب می‌شود. طول آن ۵۸٫۸ متر (۱۹۲ فوت ۱۱ اینچ) و ارتفاع آن ۶٫۴ متر (۲۱ فوت ۰ اینچ) می‌باشد.